# 克里尼夫卡
47°52′13″N 35°51′56″E / 47.87028°N 35.86556°E
克里尼夫卡（烏克蘭語：Кринівка）是位於烏克蘭東南部的村莊，由扎波羅熱州扎波羅熱区的新米科拉伊夫卡市鎮負責管轄。該村面積9.58平方公里，海拔高度121米，2001年人口133，人口密度每平方公里13.9人。